# Dague
Pour les articles homonymes, voir Dague (homonymie).
Pour l’article ayant un titre homophone, voir Dag (homonymie).

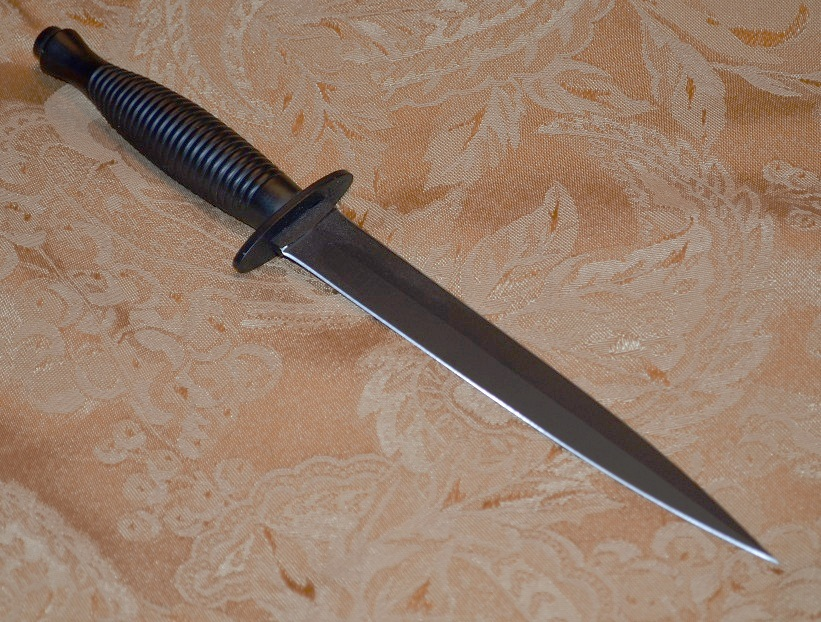
Le couteau de combat Fairbairn-Sykes, une dague moderne.

Une dague est une arme blanche courte, à double tranchant.
Voir le mot poignard, également arme blanche courte à double tranchant ; la dague serait plus longue que le poignard (traduit dagger en anglais).
La dague est un long poignard et une épée courte.

## Description et historique

### Période ancienne

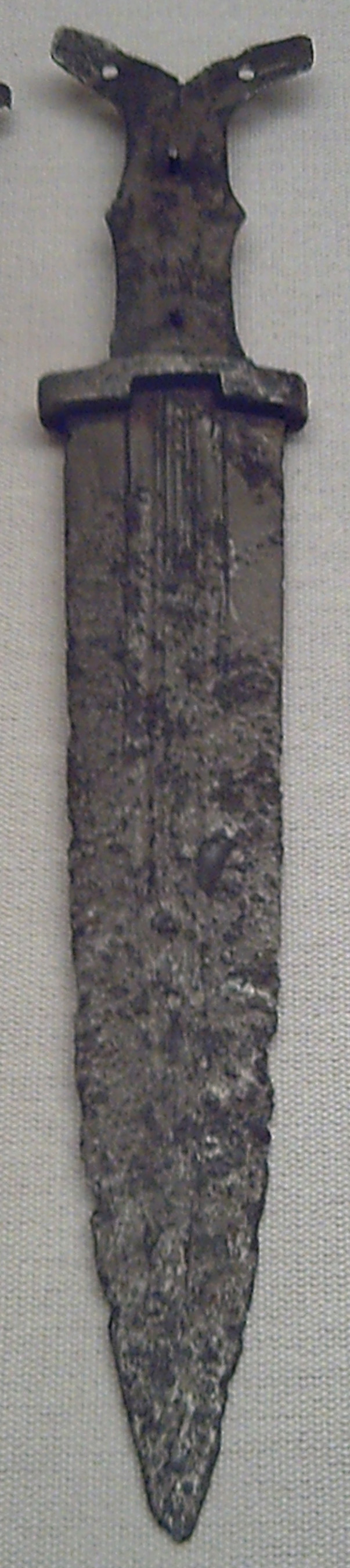
Dague ibérique pré-romaine en fer, forgée entre le milieu du et du

Dès le Moyen Âge, les dagues à simple tranchant disposaient presque toujours d'un court contre-tranchant affûté sur les derniers centimètres de la lame, de telle sorte que la pointe ait une section losangéiforme et de préférence symétrique, ce qui améliore le pouvoir de perforation de ladite dague et facilite le contrôle de la trajectoire de la lame lors de son entrée dans la cible.
Les dagues de conception classique, néanmoins, restent généralement à double tranchant, ce qui reste plus efficace et permet, aussi, de ne pas dérouter l'utilisateur : une dague ne disposant que d'un seul tranchant est, pour un utilisateur non informé, un couteau standard, or elle n'est pas étudiée pour ce rôle. Ainsi, on conserve des dagues à double-tranchant pour cette raison, entre autres.
On portait la dague, à dater du milieu du XIVe siècle, à la ceinture, du côté droit, la poignée en avant. Elle était utilisée par des hommes d’armes et des piétons. Elle était de formes variées : la dague longue et la daguette, la dague à deux tranchants et à lame large, et la dague à section triangulaire ou carrée avec faces évidées.
Cette arme ne paraît pas avoir été adoptée avant la fin du XIIIe siècle. À dater du commencement du XIVe siècle, les dagues apparaissent sur les miniatures des manuscrits, aussi bien que sur les statues funéraires

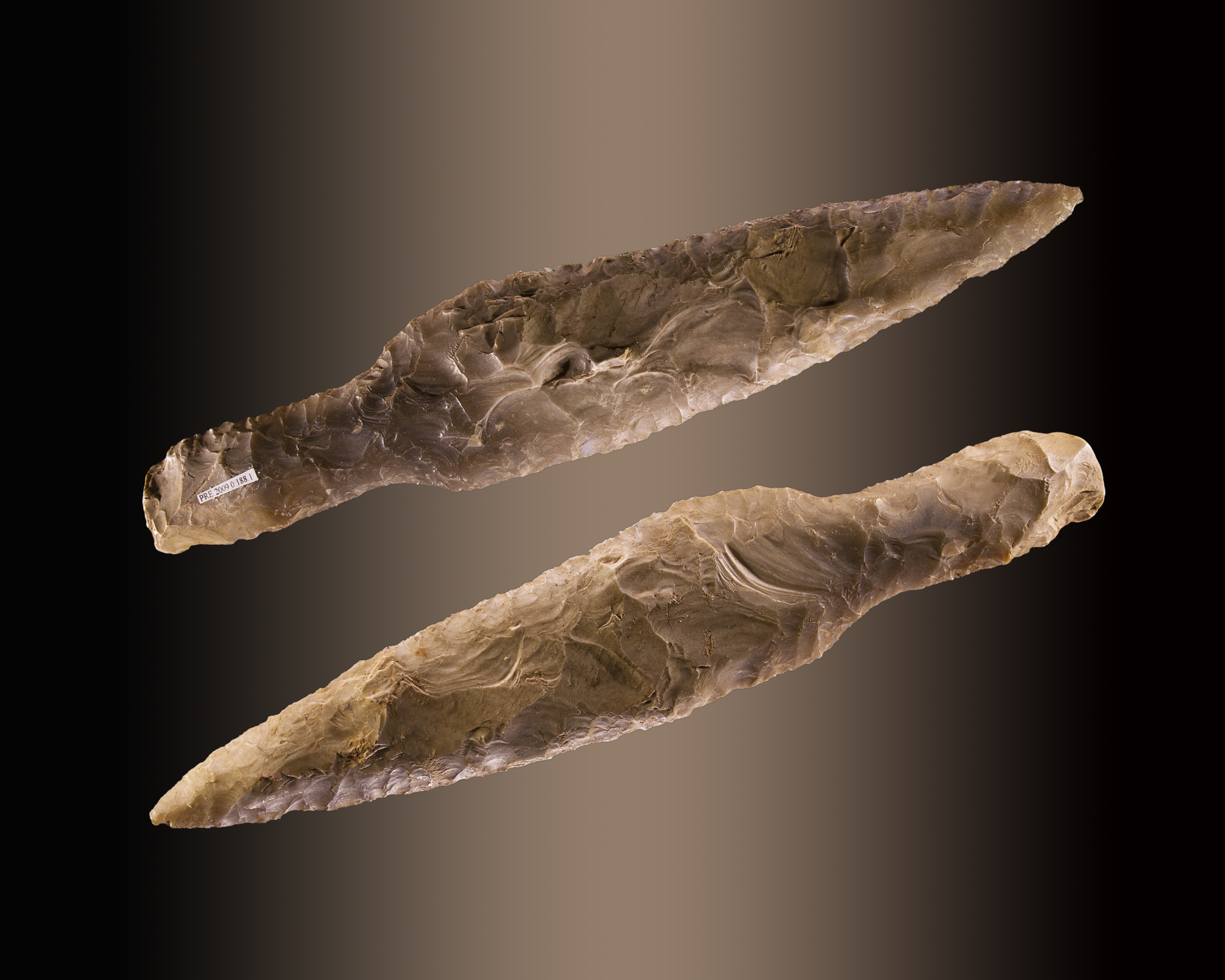
Dagues du Néolithique. Muséum de Toulouse.
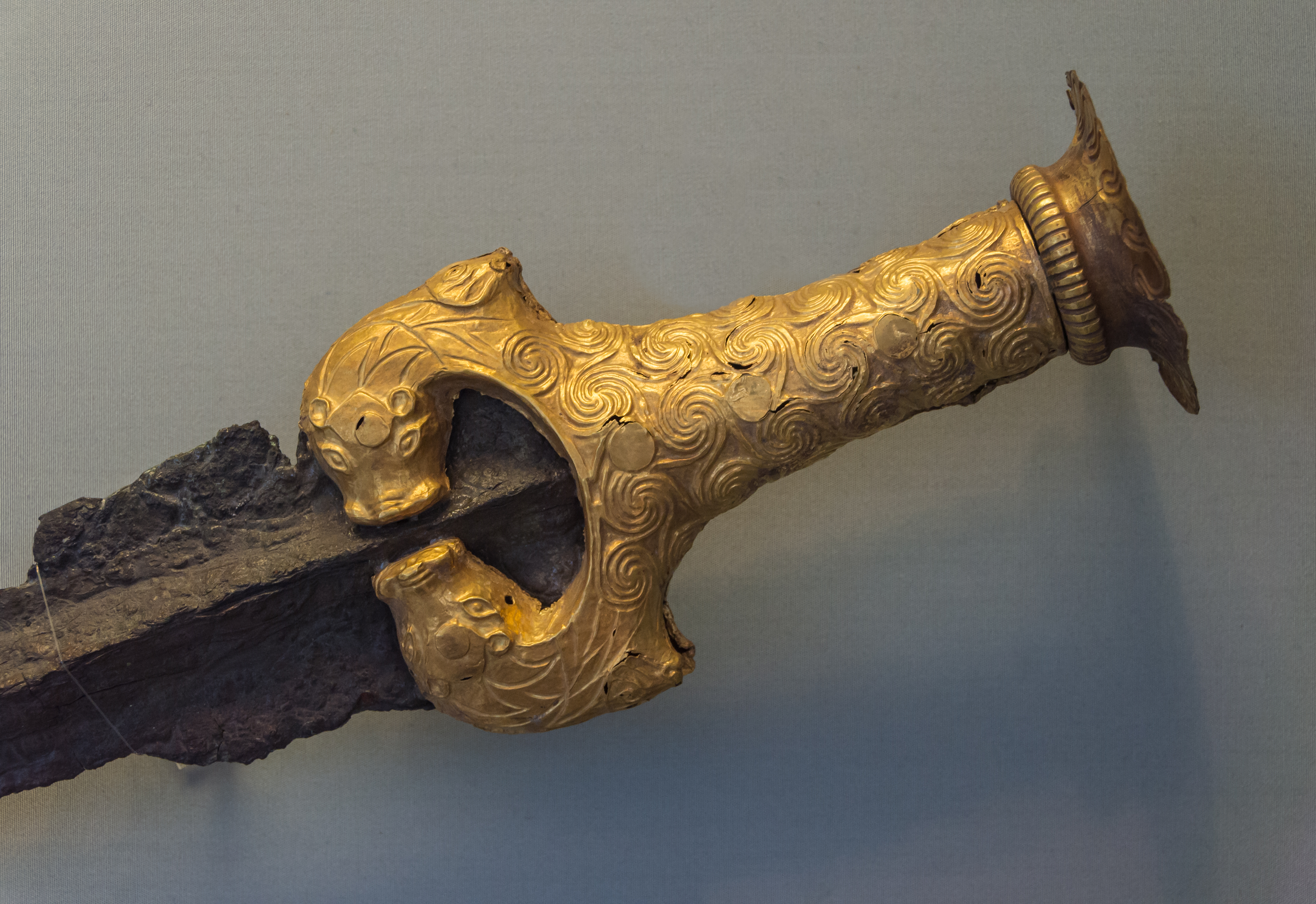
Dague mycénienne avec une poignée en or. Musée national archéologique d'Athènes.
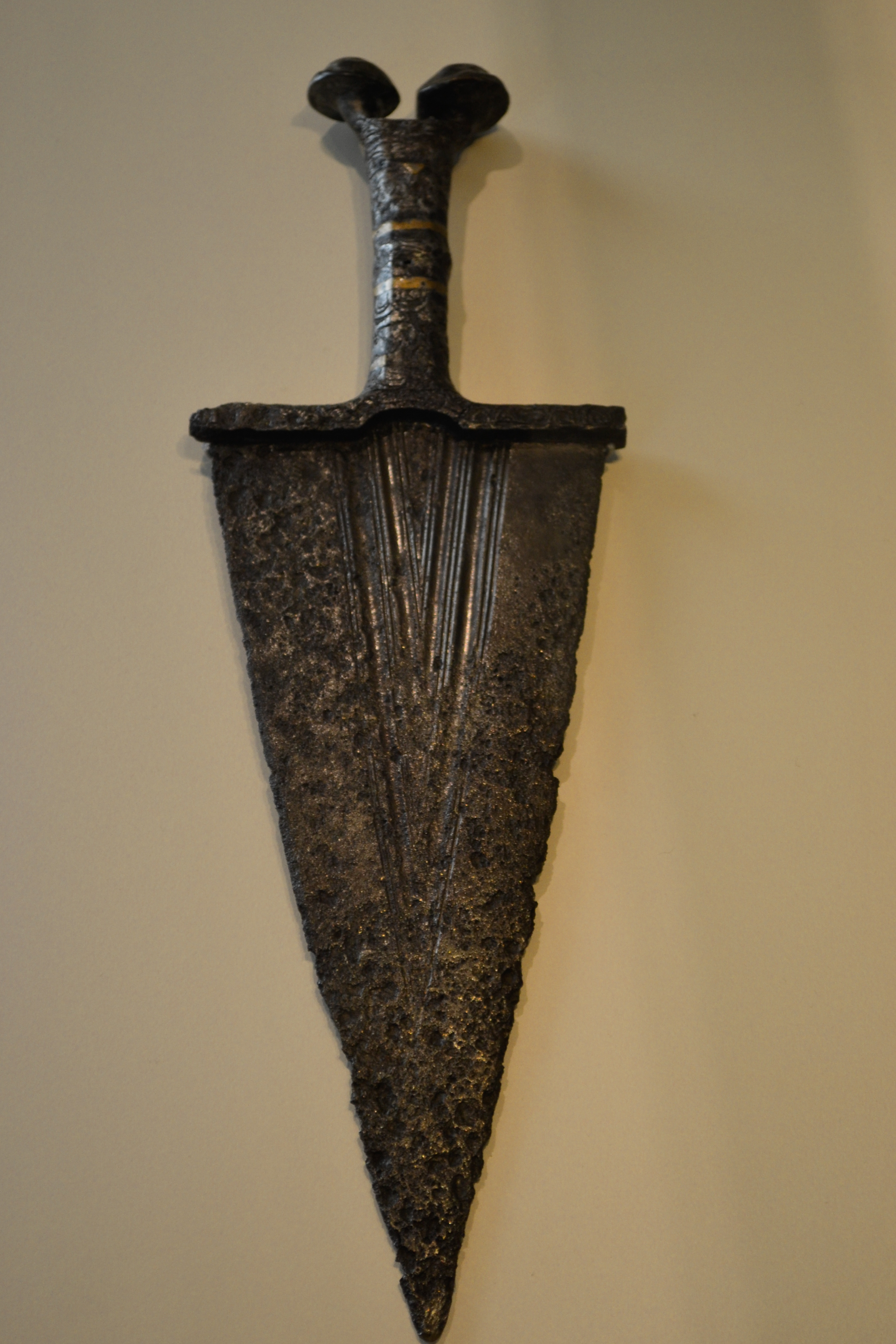
Dague en fer triangulaire ibérique.

### Usage symbolique
Au XXe siècle, différentes formes de dagues ont été utilisées comme symbole et objet de parade par des régimes à tendance fascisante : dans l'Allemagne nazie (Hiérarques du parti, S.A., S.S., N.S.K.K., Jeunesses hitlériennes, ...), dans l'Italie fasciste (hiérarques, chemises noires, X mas) et dans l'Espagne franquiste (phalangistes).
Elles ne doivent pas être symboliquement confondues avec les armes de parades d'officiers de certains parties des armées n'ayant pas de tradition du port de l'épée : marine, armée de l'air.

### Dagues modernes

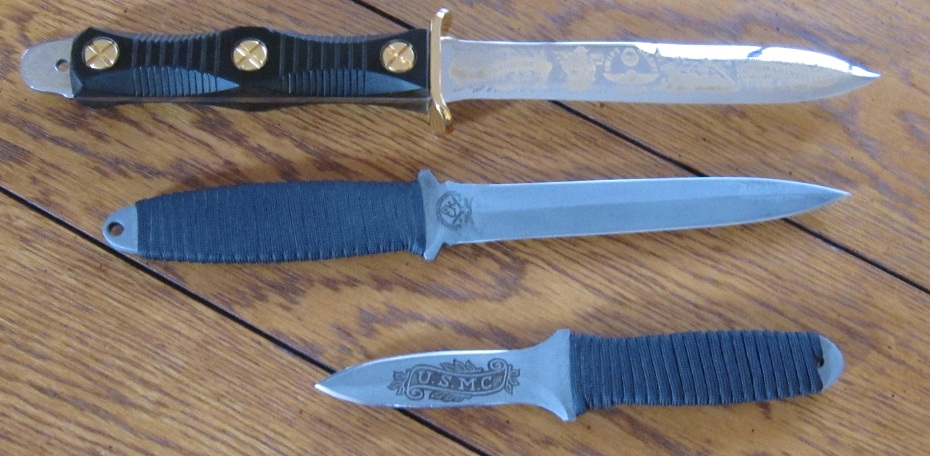
Dagues modernes du XXe siècle.

Les dagues modernes, notamment certains « push-dagger » (dagues dont la poignée est perpendiculaire à la lame et qui est une sorte « d'améliorateur de coup de poing »), ont une lame à simple tranchant et sans contre-tranchant, pour la simple raison que plus personne ne porte d'armure métallique : de fait, il n'est plus utile d'augmenter au maximum le pouvoir de perforation de l'arme puisque n'importe quelle pointe, quelle que soit sa forme, est suffisante pour rentrer dans un corps humain.

## Utilisation
La dague pouvait être utilisée :
- comme couteau ;

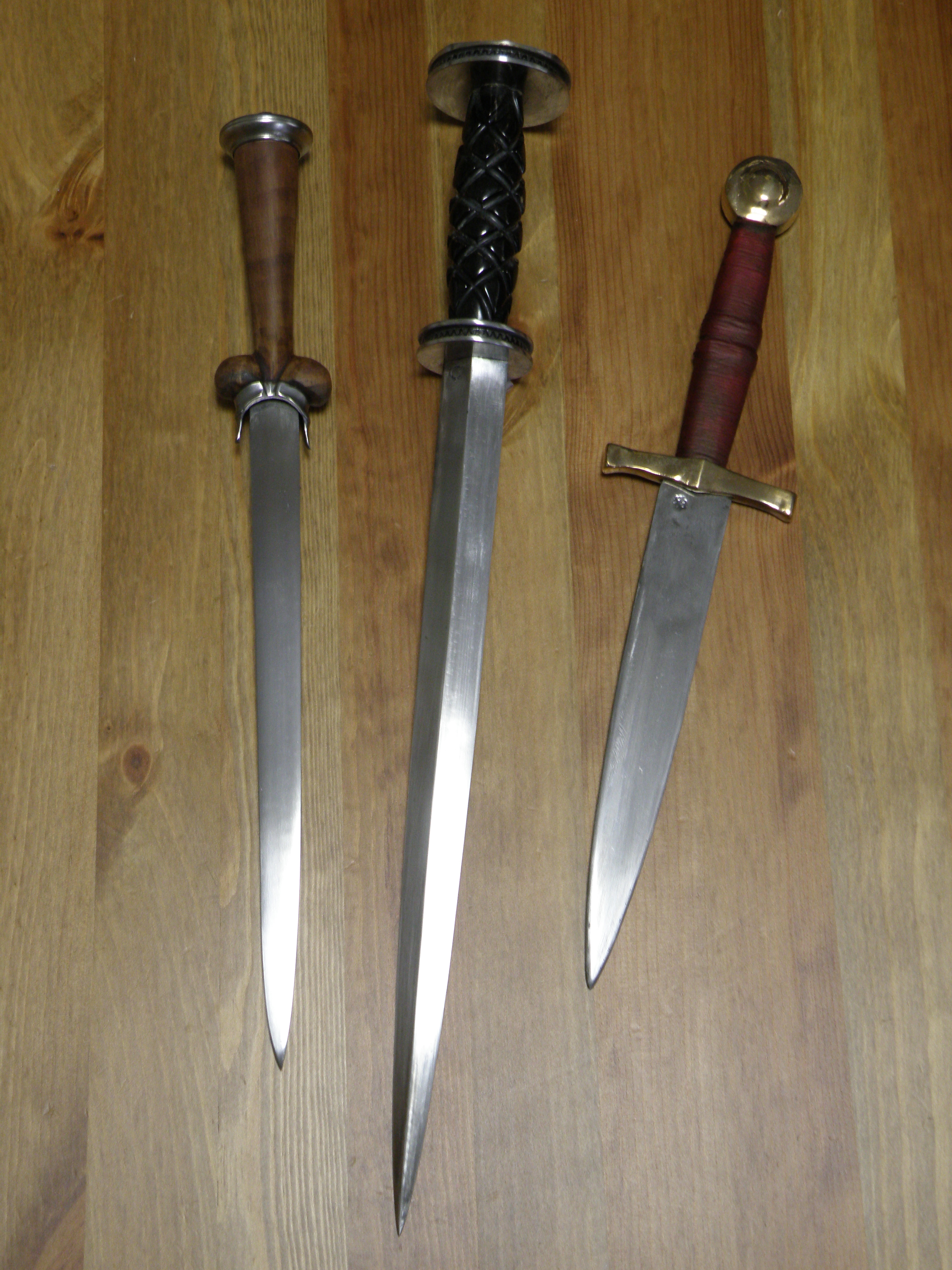
Reproductions modernes de dagues médiévales. De gauche à droite : une « Ballock dagger », une dague à rouelles et une « Sword-hilt dagger ».

- comme une épée courte : les écoles d'escrime espagnoles l'utilisaient de la main gauche pour parer, gardant ainsi l'épée tenue dans la main droite disponible pour l'attaque ; il en existe alors plusieurs types. En escrime artistique, elle peut être utilisée défensivement comme offensivement.

Types de dagues de combat :
- main-gauche ;
- dague à rouelles

Certaines dagues ne servaient qu’à l’estoc :
- arme de jet ;
- stylet : un poignard à lame triangulaire très fine, conçue pour produire des blessures très profondes et donc difficiles à guérir, apparu en Europe au XIIIe siècle, aussi appelé « estoc » et « tuck » en anglais.
- Percemaille
- Miséricorde : une dague de type stylet utilisée par les coutiliers après une bataille (au sens de combat médiéval de chevaliers en armures) pour achever les blessés en la glissant entre les pièces d'armures.

La dague était parfois placée dans la botte d'un cavalier pour se protéger si jamais il venait à tomber de son cheval et était séparé de ses armes : lance, épée ou hache d'arme accrochée à la selle.
- La dague pouvait être cachée dans les vêtements des femmes. Elles servaient à se protéger des agressions sexuelles, d'où le nom de « pique couilles »[réf. souhaitée].

La dague est également une arme courte traditionnelle de certains styles d'arts martiaux chinois (par exemple, dans le Mansuria Kung Fu).